# .30-378 Weatherby Magnum
El .30-378 Weatherby Magnum es un cartucho de fuego central para rifle calibre .30. Se desarrolló en 1959 a pedido del Ejército de los Estados Unidos. Antes de ser introducido al mercado civil, el .30-378 Wby Mag batió récords de precisión, siendo el primer cartucho en lograr 10 tiros seguidos en el 10X de un blanco a 1000 yardas (914 m). Actualmente es el calibre .30 comercial más rápido que existe.

## Origen de cartucho
El .30-378 fue diseñado por Roy Weatherby como cartucho militar anti material por un contrato de gobierno. El cartucho se creó ajustando el cuello del casquillo del .378 Weatherby Magnum, para alojar un proyectile de .0.308 pulgadas (7.62 mm) . El Arsenal Redstone del Ejército de Estados Unidos había solicitado un cartucho de rifle capaz de desarrollar 6000 pies por segundo (1800 m/s) para traspasar armaduras con munición ligera. El .30-378 Weatherby Magnum logró superar los 5000 pies por segundo (1500 m/s). Utilizando pólvoras lentas y denasas, el .30-378 Weatherby Magnum logró sobrepasar el requisito del Ejército de EE. UU. de 6000 ft/s (1800 m/s).
Sin embargo, el mercado civil tuvo que esperar hasta 1996 para que Weatherby lo introduzca al mercado. Mientras tanto, el .30-378 Weatherby Magnum había logrado batir récords mundiales en competencias de tiro a 1000 yardas (910 m). Earl Chronister logró acertar diez tiros consecutivos al 10X con el primer grupo de 9 tiros de 3.125 pulgadas y el décimo, un flyer que dilató el diámetro total del grupo a 4.375 pulgadas. Este récord se ha mantenido por más de 30 años. Muchas variantes del .30-378 Weatherby Magnum fueron desarrolladas por fabricantes de munición hecha de encargo. Hammond Rifles y H-S Precision fueron algunos de los fabricantes de rifles a la medida que recamararon rifles en .30-378 Wby Mag antes de que Weatherby lanzara su primer rifle al público.
En 1991, Layne Simpson, editor de Shooting Times, se reunió con Ed Weatherby, el hijo de Roy Weatherby y insistió para lanzar el .30-378 Weatherby al público como opción adicional para el Mark V. En 1995 Layne Simpson armó un rifle recamarado en .30-378 Weatherby, cargó munición y envió la data a Norma Precision proporcionando una base para el desarrollo de munición comercial.

## Diseño y especificaciones

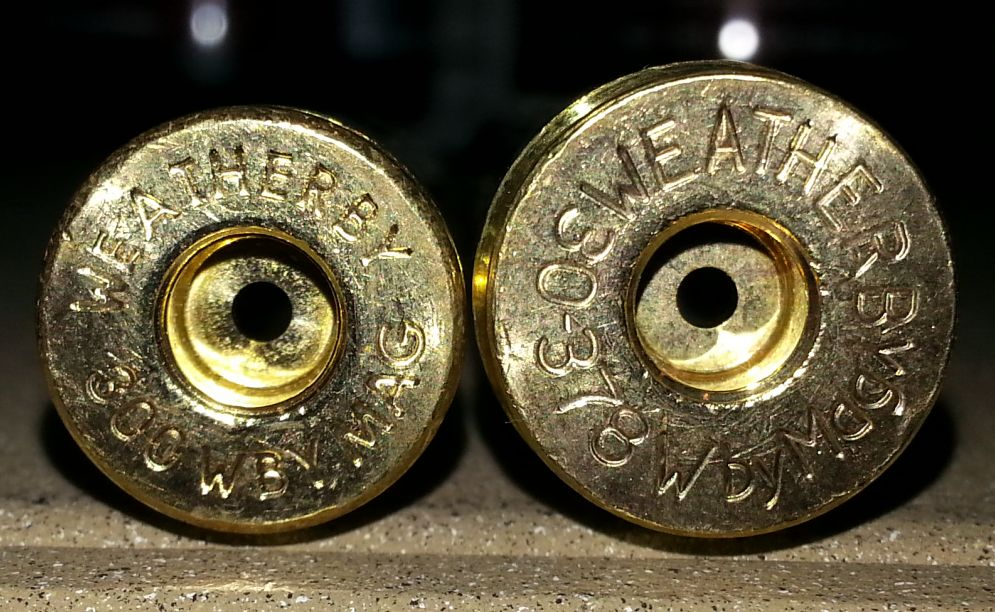
El casquillo del .30-378 tiene un mayor diámetro que el .300 Weatherby Magnum, y por consiguiente una mayor capacidad de carga.

El .30-378 Weatherby Magnum utiliza el .378 Weatherby Magnum como cartucho base, ajustando el casquillo del .378 Wby Mag para alojar un proyectil calibre.30 (7.62 mm) y preservando el hombro de radio doble.
Cuándo Roy Weatherby desarrolló el .30-378 Wby Mag en 1959, no existían propulsores comerciales adecuados. Incluso la pólvora lenta IMR4350 que fue usada para toda la línea de cartuchos Weatherby Magnum es demasiado rápida de aprovechar la capacidad de casquillo del .30-378 Weatherby, resultando en una ventaja en performance mínimia, comparada con el .300 Weatherby Magnum introducido 25 años antes, y hasta ahora el más popular de los Weatherby Magnum. Sin embargo, lanzando proyectiles extremadamente ligeros para el calibre, con pesos de pesos de 30 granos (1.9 g), según las especificaciones del arsenal Redstone, requirió el uso de propulsores más rápidos. Perol los cazadores deportivos y tiradores utilizaron proyectiles más pesados, de 150 granos, los cuales requieren pólvoras más lentas, notando la poca diferencia con el .300 Wby Mag.

SAAMI compliant .30-378 Weatherby Magnum el cartucho esquemático: Todas las dimensiones en pulgadas [milímetros].

## Uso deportivo
Como todos los cartuchos Weatherby, el .30-378 Weatherby Magnum fue lanzado al merado como cartucho de caza deportiva, que debido a la velocidad de salida y a la energía que carga, lo ubica como el .30 Magnum más rápido y por consiguiente el que genera una trayectoria más plana para fines cinegético. Por lo tanto el .30-378 Wby Mag es un cartucho para caza a largas distancias.
Para la caza de cérvidos y especies de tamaños similares, el .30-378 tiene una trayectoria máxima plana de 400 yardas (370 m) y carga suficiente energía para abatir una presa del tamaño de un alce a distancias de más de 700 yardas (640 m).